# Youth for Technology
 (février 2021).
Si vous disposez d'ouvrages ou d'articles de référence ou si vous connaissez des sites web de qualité traitant du thème abordé ici, merci de compléter l'article en donnant les références utiles à sa vérifiabilité et en les liant à la section « Notes et références ».
 (février 2017).
La Youth for Technology Foundation (YTF) est une organisation à but non lucratif qui travaille dans 6 pays différents pour créer des communautés d'apprentissage enrichi où l'utilisation de la technologie offre des possibilités pour les personnes défavorisées, en particulier les jeunes et les femmes. Les programmes de la YTF couvrent l'éducation, l'instruction civique, la santé, l'entrepreneuriat, le leadership et la technologie.

## Description
La YTF a été fondée par Njideka Harry en 2000. En 2010, Harry a été nommée pour recevoir le Microsoft Alumni Foundation Integral Award.[réf. nécessaire]
En 2007, les Volontaires des Nations unies ont reconnu la YTF comme une équipe en ligne de l'année pour sa collaboration avec et l'implication de volontaires internationaux en vue de réaliser la vision de la YTF. 
En 2010, la Foire de la Banque Mondiale a sélectionné le programme civique du YTF « Yes, Youth Can! » comme gagnant à la Foire de l'Innovation.[réf. nécessaire]

## Programmes de Youth for Technology

### Yes, Youth Can
Yes, Youth Can! est un programme d'éducation civique qui combine des ateliers, dirigés par des jeunes, des ressources technologiques d'information et de communications pour renforcer les connaissances théoriques et approfondir la compréhension des jeunes sur l'activisme, la participation civique et les principes de la démocratie. Yes, Youth Can! reçoit le soutien de la National Endowment for Democracy.

### LearNations
LearNations débute avec une compréhension des questions sociales et économiques dans l'environnement des participants, et de tirer parti de la technologie pour aider à la recherche des problèmes, produire et diffuser du matériel éducatif et mettre en œuvre des solutions. Les jeunes sont les parties prenantes et décident quel sujet est important pour eux, en se fondant sur les questions qui importent le plus pour eux dans leur communauté.

### Program Offering Women Empowerment Resources (POWER)
POWER fournit des informations pratiques aux femmes sur la gestion des conflits, la gestion des groupes, le marketing et les compétences de collecte de fonds, la sensibilisation et la prise de décision, la planification des activités, le VIH/SIDA et le genre. POWER bénéficie de l'appui du Fonds de développement des Nations unies pour la femme (UNIFEM).